# Nicolas Plestan
Nicolas Plestan, né le 2 juin 1981 à Nice, est un ancien footballeur français ayant évolué au poste de défenseur central.

## Biographie
Formé à l'AS Monaco, il est prêté en 2001 à l'AC Ajaccio en Ligue 2. Lors de son premier match sous le maillot corse, en Coupe de la Ligue contre Nîmes Olympique, il se blesse. Son prêt prend fin en décembre 2001, et le joueur réintègre alors l'équipe réserve de Monaco.
En 2003, alors qu'il n'a encore joué aucun match sous le maillot monégasque, il est prêté à Lille, où il dispute ses premiers matchs en Ligue 1. À l'issue de la saison, le club nordiste lève l'option d'achat. Devenu progressivement titulaire en défense centrale, il se blesse gravement en février 2008 et ne retrouve la compétition que dix mois plus tard.
Lors de la dernière journée 2008/2009, il propulse le LOSC en Ligue Europa grâce à son but victorieux contre l'AS Nancy-Lorraine (3-2). Au 31 août 2010, il quitte Lille pour rejoindre le club allemand de Schalke 04.

## Affaire judiciaire
En février 2008, il est poursuivi pour menace avec arme devant le tribunal correctionnel de Lille : le joueur est accusé d'avoir pointé le 14 avril 2007 avec une arme factice un automobiliste âgé de 65 ans. Le 20 mars, le joueur est condamné à trois mois de prison avec sursis et à 1 000 euros d'amende, plus 1 800 euros de dommages et intérêts aux plaignants.

## Carrière
| Saison           | Club              | Pays      | Championnat | Championnat | Championnat | Championnat  | Championnat  | Europe | Europe | Europe |
| Saison           | Club              | Pays      | Division    | Matchs      | Buts        | Cartons      | Cartons      | Coupe  | Matchs | Buts   |
| ---------------- | ----------------- | --------- | ----------- | ----------- | ----------- | ------------ | ------------ | ------ | ------ | ------ |
| Saison           | Club              | Pays      | Division    | Matchs      | Buts        | Carton jaune | Carton rouge | Coupe  | Matchs | Buts   |
| 1997 - 2001      | AS Monaco (rés.)  | France    | CFA         | ?           | ?           | ?            | ?            | /      | -      | -      |
| 2001 - déc. 2001 | AC Ajaccio (prêt) | France    | Ligue 2     | 0           | 0           | 0            | 0            | /      | -      | -      |
| jan. 2002 - 2002 | AS Monaco (rés.)  | France    | CFA         | ?           | ?           | ?            | ?            | /      | -      | -      |
| 2002 - 2003      | AS Monaco (rés.)  | France    | CFA         | ?           | ?           | ?            | ?            | /      | -      | -      |
| 2003 - 2004      | Lille OSC         | France    | Ligue 1     | 8           | 0           | 0            | 1            | /      | -      | -      |
| 2004 - 2005      | Lille OSC         | France    | Ligue 1     | 13          | 0           | 2            | 0            | IT+C3  | 5+2    | 1+0    |
| 2005 - 2006      | Lille OSC         | France    | Ligue 1     | 16          | 1           | 1            | 0            | C1+C3  | 2+1    | 0+0    |
| 2006 - 2007      | Lille OSC         | France    | Ligue 1     | 23          | 0           | 4            | 1            | C1     | 9      | 0      |
| 2007 - 2008      | Lille OSC         | France    | Ligue 1     | 23          | 2           | 5            | 0            | /      | -      | -      |
| 2008 - 2009      | Lille OSC         | France    | Ligue 1     | 21          | 1           | 3            | 0            | /      | -      | -      |
| 2009 - 2010      | Lille OSC         | France    | Ligue 1     | 5           | 0           | 0            | 0            | C3     | 1      | 0      |
| 2010 - 2011      | Schalke 04        | Allemagne | Bundesliga  | 3           | 0           | 1            | 1            | C1     | 1      | 0      |

## Palmarès
- Vainqueur de la Coupe Intertoto en 2004 avec le LOSC